# Jacques Dillon
Jacques Vincent Marie de Lacroix Dillon (septiembre de 1760 - junio de 1807) fue un ingeniero civil italiano naturalizado francés, conocido por su intervención en el proyecto del puente de las Artes de París, junto con el también ingeniero Louis-Alexandre de Cessart.

## Semblanza
Dillon nació en 1760 en ciudad de Capua, perteneciente por entonces al Reino de Nápoles. Su familia, de origen irlandés, había emigrado al sur de la península itálica, donde su padre había servido como brigadier general a las órdenes del rey. Siguiendo los pasos de su progenitor, Dillon se inscribió en la escuela militar de Nápoles para iniciar su carrera en el ejército. Pasó a formar parte del recién creado Cuerpo de Ingenieros Hidráulicos, donde alcanzó el rango de capitán. En 1795, fue elegido responsable de una delegación organizada por el gobierno de Nápoles para estudiar sobre el terreno las técnicas de ingeniería civil empleadas en Francia, y ese mismo año se afincó en París.
Su labor de inspección de los principales puertos y canales de Francia le permitió estrechar lazos con numerosos científicos e ingenieros franceses, que a su vez se beneficiaron del conocimiento que Dillon tenía de las técnicas utilizadas tanto en Nápoles como en Holanda.
Escribió una serie de memorias sobre hidráulica publicadas por la Academia de Ciencias, de la que fue propuesto como miembro, aunque su candidatura no llegó a prosperar al coincidir con la de Napoleón Bonaparte.
Una vez asentado permanentemente en Francia, intervino en la verificación de la exactitud del nuevo sistema de pesos y medidas, y ejerció como profesor de artes y oficios en la Escuela Central de París.
A partir de 1798 su principal actividad fue la construcción de puentes, en la que rápidamente alcanzó el cargo de ingeniero jefe.
Junto con el ingeniero Louis-Alexandre de Cessart, fue el responsable de la construcción del puente de las Artes sobre el río Sena en París, el primer puente de fundición de hierro construido en Francia y el mayor en su momento dedicado únicamente al paso de peatones. Cuando se inauguró en 1798, contaba con naranjos en grandes maceteros para dar sombra, y se había previsto una galería acristalada para proteger a los transeúntes de las inclemencias meteorológicas.
A partir de entonces, dedicó el resto de su carrera a la construcción de puentes levadizos por toda Francia hasta 1807, cuando murió en París víctima de una enfermedad repentina con tan solo 47 años de edad. Su prematuro fallecimiento impidió que pudiera dirigir las obras del parisino puente de Jena, también sobre el río Sena.